# Lambchop
Lambchop er et alternativt country/rock-band fra Nashville, USA. Bandet består af forsanger og sangskriver Kurt Wagner samt en skiftende besætning af musikere.
Lambchop har senest besøgt Danmark i februar 2017, hvor de spillede en udsolgt koncert i Vega.

## Diskografi
- How i quit smoking (1995)
- Thriller (1997)
- What another man spills (1998)
- Nixon (2000)
- Is a woman (2002)
- Awcmon / Noyoucmon (2004)
- Damaged (2006)
- OH (Ohio) (2008)
- Mr. M (2012)
- FLOTUS (For Love Often Turns Us Still) (2016)
- This (Is What I Wanted to Tell You) (2019)
- Trip (2020)
- Showtunes (2021)
- The Bible (2022)

 Der er for få eller ingen kildehenvisninger i denne artikel, hvilket er et problem. Du kan hjælpe ved at angive troværdige kilder til de påstande, som fremføres i artiklen.

| Musikgruppe | Spire Denne artikel om en amerikansk musikgruppe er en spire som bør udbygges. Du er velkommen til at hjælpe Wikipedia ved at udvide den. |